# Леонтьев, Владимир Константинович
Владимир Константинович Леонтьев (10 января 1942, Баку — 22 июля 2025, Москва) — советский и российский учёный в области дискретного анализа и теории информации, доктор физико-математических наук (1984), зав. сектором комбинаторного анализа ВЦ РАН, профессор ФУПМ МФТИ (1986-2024), ВМК МГУ (1997—2018) и МГТУ им. Н.Э. Баумана.

## Биография
Окончил Новосибирский государственный университет (НГУ) по специальности «математика» (1967). В 1969 году защитил в НГУ диссертацию по теме «Метрические функционалы теории кодирования» на звание кандидата физико-математических наук : 01.00.00.
С 1970 года работал в ВЦ АН СССР.
Академик Ю. И. Журавлёв так охарактеризовал его научный вклад:

В 1970 г. в лабораторию (проблем распознавания ВЦ РАН — прим. ред.) приходит В. К. Леонтьев, он становится центром кристаллизации исследований по дискретному анализу в Вычислительном центре АН СССР. Позднее на основе работ В. К. Леонтьева и его учеников создаётся оригинальная школа в рамках дискретной математики. Организационно она оформляется в сектор прикладного системного анализа в составе отдела проблем распознавания и методов комбинаторного анализа.

В 1981 году в ВЦ АН СССР В. К. Леонтьев защищает диссертацию на соискание учёной степени доктора физико-математических наук (по специальности 01.01.09 Дискретная математика и математическая кибернетика) на тему «Устойчивость решений в дискретных экстремальных задачах».
В 1985 году на основе Лаборатории проблем распознавания в ВЦ АН СССР создаётся отдел проблем распознавания и методов комбинаторного анализа, а в нём сектор прикладного системного анализа, бессменным руководителем которого со дня основания заслуженно является один из ведущих в России специалистов в области дискретной математики, д.ф.м.н., проф. В. К. Леонтьев. Среди разнообразной тематики сектора особо выделяется направление, связанное с классификацией, поиском, защитой и анализом информации.
Сотрудники сектора неоднократно участвовали в организации и проведении российских и международных конференций, участвовали в программах международного научного обмена, проходивших в Венгрии, Германии, на Кубе, в Польше, в США и в других странах.

## Основные научные достижения
Профессору В. К. Леонтьеву удалось найти новые границы в задачах о покрытии, решить проблему совершенных кодов, построить оптимальные коды, обнаруживающие ошибки, ввести словарную модель и изучить проблему восстановления слов по фрагментам, найти условия гамильтоновости торической решётки.
В теории задач дискретной оптимизации им построена теория устойчивости решений и табулирования в дискретных оптимальных задачах на основе понятия «радиус устойчивости».
Получены результаты о приближённых методах решения систем булева полинома с логарифмически ограниченным числом мономов, найдено распределение числа корней случайных полиномов над конечным полем, лежащих в поле коэффициентов.

## Участие в подготовке научных кадров
Преподавательская деятельность Владимира Константиновича связана с кафедрой математических основ управления ФУПМ МФТИ, где он преподавал курс дискретного анализа, а также с кафедрой математических методов прогнозирования ВМК МГУ, где он преподавал по совместительству в должности профессора с 1 сентября 1997 по 30 июня 2018 года. Владимир Константинович также в течение ряда лет преподавал на кафедре «Информационная безопасность» МГТУ им. Н. Э. Баумана.
Среди учеников Владимира Константиновича — 16 кандидатов и 2 доктора наук.

## Из библиографии

### Учебные пособия
- Леонтьев В. К. Задачи по вычислительным системам / М-во высш. и сред. спец. образ. РСФСР. — Долгопрудный : МФТИ, 1975. — 20 см.
- Леонтьев В. К. Избранные задачи комбинаторного анализа / В. К. Леонтьев. — М. : Изд-во МГТУ им. Н. Э. Баумана, 2001. — 179, [3] с.; 20 см; ISBN 5-7038-1862-1
- Леонтьев В. К. Комбинаторика и информация : учеб. пос. … по направлению … «Прикладные математика и физика». — Москва : МФТИ, 2015. — 21 см; ISBN 978-5-7417-0518-6
- Леонтьев В. К., Гордеев Э. Н. Комбинаторные аспекты теории информации. М.: МФТИ, 2019.

### Диссертации
- Леонтьев В. К. Метрические функционалы теории кодирования : диссертация … кандидата физико-математических наук : 01.00.00. — Новосибирск, 1969. — 96 с.
- Леонтьев В. К. Устойчивость решений в дискретных экстремальных задачах : диссертация … доктора физико-математических наук : 01.01.09. — Москва, 1981. — 228 с. : ил.

### Избранные статьи
- Леонтьев В. К., Гордеев Э. Н. О некоторых особенностях задачи разрешимости систем булевых уравнений // Вопросы кибербезопаности, 2021, № 1 (41). С. 18-28.

### Под его редакцией
- Дородницына В. В., Шевченко В. В. Академик Анатолий Алексеевич Дородницын. Вехи жизни и научные достижения (к 300-летию Российской академии наук). // Отв ред. д. ф.-м. н. В. К. Леонтьев. М.: ФИЦ ИУ РАН, 2023. 472 с. 300 шт. ISBN 978-5-907366-83-1.